# Saint Seiya: Legenda purpurowego chłopca
Saint Seiya: Legenda purpurowego chłopca – jeden z pięciu filmów animowanych, pełnometrażowych nawiązujących do Rycerzy Zodiaku, stworzony w 1988 roku.

## Fabuła
Na Ziemię powraca Apollo wraz ze swoimi pięcioma Rycerzami. Przywraca do życia wszystkich Złotych Rycerzy, którzy polegli w czasie wojny w Sanktuarium. Planuje zniszczyć ludzkość i wraz ze swoją siostrą, Ateną panować nad światem. 

## Postacie

### Bogowie
- Saori Kido – Atena (Keiko Han)
- Apollo (Taichirô Hirokawa)

### Rycerze z Brązu
- Seiya (Tôru Furuya)
- Hyoga (Kôichi Hashimoto)
- Shun (Ryô Horikawa)
- Ikki (Hideyuki Hori)
- Shiryu (Hirotaka Suzuoki)

### Złoci Rycerze
- Saga (Kazuyuki Sogabe)
- Camus (Rokurô Naya)
- Shura (Kôji Totani)
- Aphrodite (Keiichi Nanba)
- Maska Śmierci
- Dohko (Kôji Yada)

### Rycerze Apolla
- Atlas (Akira Kamiya)
- Berenike (Toshio Furukawa)
- Jaow (Katsuji Mori)

### Inni
- Shunrei (Yumiko Shibata)